# Parapholidoptera syriaca
Parapholidoptera syriaca är en insektsart som först beskrevs av Willy Adolf Theodor Ramme 1930.  Parapholidoptera syriaca ingår i släktet Parapholidoptera och familjen vårtbitare. Inga underarter finns listade i Catalogue of Life.